# La profezia dell'armadillo (film)
La profezia dell'armadillo è un film del 2018 diretto da Emanuele Scaringi.
La pellicola è l'adattamento cinematografico dell'omonimo libro a fumetti del fumettista Zerocalcare, presentato in concorso nella sezione Orizzonti alla 75ª Mostra internazionale d'arte cinematografica di Venezia.

## Trama
Zero è un giovane disegnatore che vive nel quartiere romano di Rebibbia. In mancanza di un lavoro fisso si arrangia con i lavori più disparati, come le ripetizioni private a uno studente di terza media. La sua vita scorre tra le giornate in periferia, le peripezie con l'amico d'infanzia Secco e le visite alla madre. Quando torna a casa lo aspetta la sua coscienza critica: un armadillo con cui si avventura in irreali conversazioni. La notizia della morte di Camille, compagna di scuola e suo primo amore, lo costringe a prendere in pugno la sua vita, fatta di dubbi e incertezze tipiche della sua generazione di "emarginati". Zero si reca così a Tolosa per partecipare a una commemorazione laica in onore dell'amica, morta per anoressia, e al suo ritorno inizia un lavoro stabile come disegnatore.

## Promozione
In concomitanza con l'annuncio della partecipazione alla Mostra d'arte cinematografica, venne diffusa una prima clip del film.

## Distribuzione
Il film, presentato in anteprima il 3 settembre 2018 nella sezione Orizzonti al Festival di Venezia 2018, venne distribuito nelle sale cinematografiche italiane a partire dal 13 settembre 2018.
•	Incasso Italia: ~ €287.800
	•	Incasso mondiale: ~ $334.000
	•	Budget: non noto con precisione, ma non elevato, in linea con produzioni indipendenti italiane.